# Krasnoje (Kaliningrad, Polessk)
Krasnoje (russisch Красное, deutsch Agilla, 1938–1945 Haffwerder, litauisch Agila) ist ein Ort in der russischen Oblast Kaliningrad. Er gehört zur kommunalen Selbstverwaltungseinheit Stadtkreis Polessk im Rajon Polessk.

## Geographische Lage
Die Ortschaft liegt im Nordwesten der historischen Region Ostpreußen, acht Kilometer nordöstlich von Polessk (Labiau) an der Südostküste des Kurischen Haffs sowie am Polesski kanal (Großer Friedrichsgraben). 

## Geschichte

Agilla nordöstlich von Königsberg am südöstlichen Ufer des Kurischen Haffs auf einer Landkarte von 1910.

Das früher Agilla genannte Fischerdorf wurde im Jahre 1874 in den damals neu errichteten Amtsbezirk Groß Friedrichsgraben eingegliedert. Im Jahr 1785 wird die Größe des königlichen Fischerdorfs mit acht Feuerstellen (Haushaltungen) angegeben.
Das Dorf gehörte bis 1945 zum Kreis Labiau im Regierungsbezirk Königsberg der Provinz Ostpreußen des Deutschen Reichs. Am 3. Juni – amtlich bestätigt am 16. Juli – 1938 wurde Agilla in Haffwerder umbenannt. Gegen Ende des Zweiten Weltkriegs wurde der Ort im Januar 1945 von der Roten Armee besetzt. Im Sommer 1945 wurde Haffwerder von der sowjetischen Besatzungsmacht zusammen mit der gesamten nördlichen Hälfte Ostpreußens unter sowjetische Verwaltung gestellt.
Im Jahr 1947 erhielt der Ort die russische Bezeichnung Krasnoje und wurde gleichzeitig dem Dorfsowjet Iljitschowski selski Sowet im Rajon Polessk zugeordnet. Später gelangte der Ort in den Golowkinski selski Sowet. Von 2008 bis 2016 gehörte Krasnoje zur Landgemeinde Golowkinskoje selskoje posselenije und seither zum Stadtkreis Polessk.

### Bevölkerungsentwicklung
| Jahr | Einwohner | Anmerkungen                              |
| ---- | --------- | ---------------------------------------- |
| 1816 | 071       | [ 6 ]                                    |
| 1831 | 044       | [ 7 ]                                    |
| 1852 | 096       | [ 8 ]                                    |
| 1858 | 081       | davon 80 Evangelische und einer Katholik |
| 1864 | 763       | am 3. Dezember                           |
| 1885 | 987       | [ 11 ]                                   |
| 1905 | 986       | [ 12 ]                                   |
| 1910 | 964       | [ 13 ]                                   |
| 1933 | 858       | [ 11 ]                                   |
| 1939 | 900       | [ 11 ]                                   |
| 2002 | 126       | [ 14 ]                                   |
| 2010 | 096       | [ 14 ]                                   |

## Verkehr
Krasnoje ist Endpunkt der Regionalstraße 27A-A16 (ex R 514) aus Saranskoje (Laukischken). Auf der dem Kurischen Haff zugewandten Kanalseite verläuft die Kommunalstraße 27K-146 von Polessk (Labiau) nach Matrossowo (Gilge). Eine Autofähre über den Kanal gibt es im Gegensatz zur Zeit vor 1945 nicht mehr. 
Die nächsten Bahnstationen sind der Stadtbahnhof Polessk (Labiau) und der Haltepunkt Scholochowo (Schelecken/Schlicken) an der Bahnstrecke Kaliningrad–Sowetsk (Königsberg – Tilsit).

## Kirche
Bis 1853 besuchten die meist evangelischen Einwohner Agillas die Stadtkirche Labiau (russisch: Polessk). Danach wurde der Ort in das Kirchspiel der Kirche Gilge (russisch: Matrossowo) einbezogen, dass sich seither „Kirchspiel Gilge-Agilla“ nannte. Als im Jahre 1909 in Juwendt (1938–1946: Möwenort, russisch: Rasino) eine eigenständige Kirchengemeinde (innerhalb des Pfarrverbands der Kirche Gilge) gegründet wurde, kam Agilla zu ihrem Seelsorgebezirk. Die Pfarrei Gilge-Agilla/Juwendt war bis 1945 Teil des Kirchenkreises Labiau in der Kirchenprovinz Ostpreußen der Kirche der Altpreußischen Union.
Heute liegt Krasnoje im Einzugsbereich zweier in den 1990er Jahren neu entstandenen evangelisch-lutherischen Gemeinden: sowohl der in Polessk (Labiau) als auch der in Golowkino (Nemonien, 1938–1946 Elchwerder). Beide sind der Pfarrei der Auferstehungskirche in Kaliningrad (Königsberg) in der Propstei Kaliningrad der Evangelisch-lutherischen Kirche Europäisches Russland zugeordnet.